# نظریه فمینیست

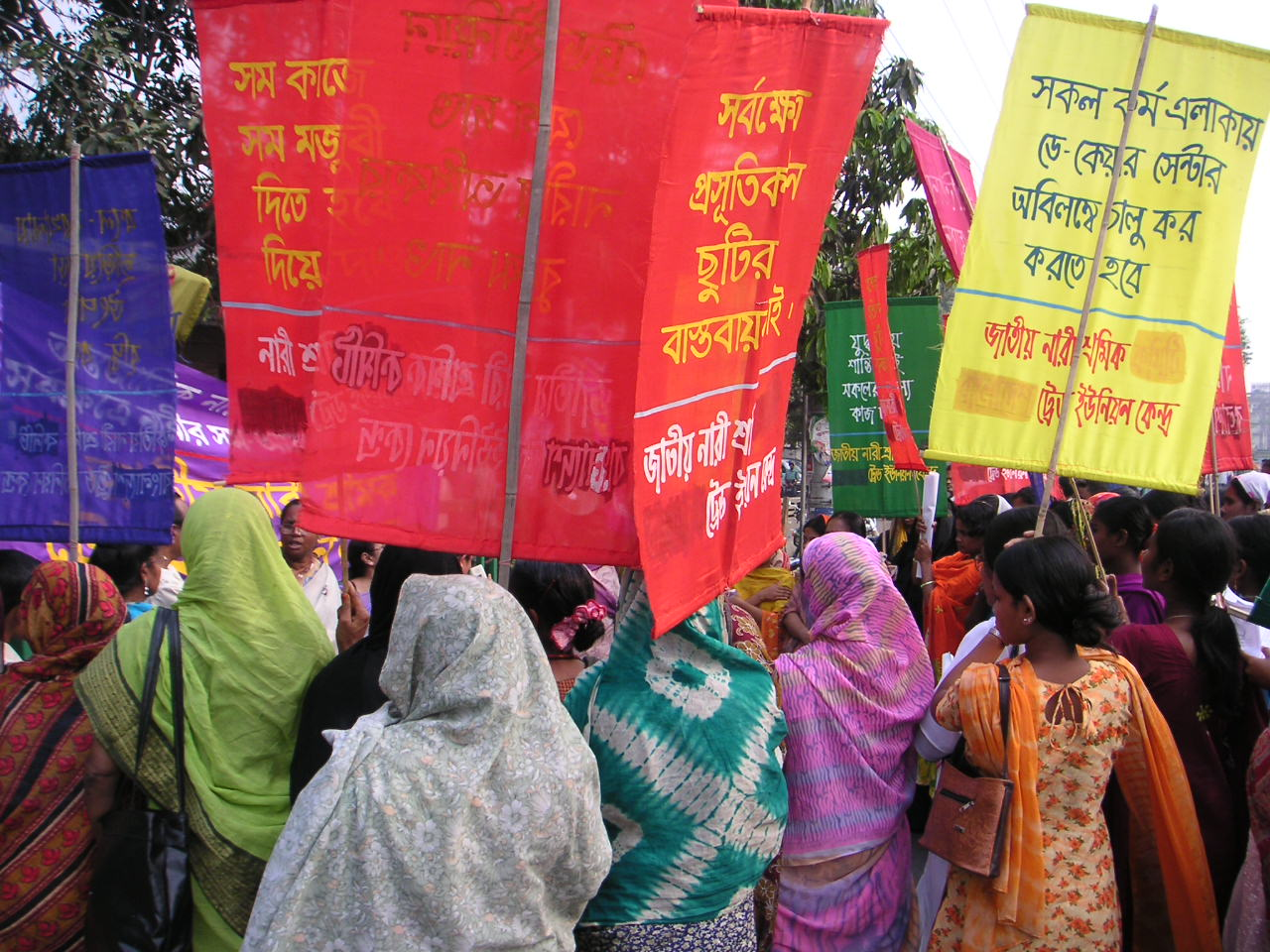
‌اعتراضات علیه خشونت جنسی در میانمار

نظریه فمینیست (به انگلیسی: Feminist theory) گسترش فمینیسم به گفتمان نظری، خیالی یا فلسفی برای درک ماهیت نابرابری جنسیتی است. تئوری فمینیستی بر تجزیه و تحلیل نابرابری جنسیتی تمرکز دارد. مضامین مورد بررسی در فمینیسم شامل تبعیض، عینیت (به ویژه عینیت جنسی)، ظلم، مردسالاری، کلیشه، تاریخ هنر، هنر معاصر و زیبایی‌شناسی است.

## تاریخ
نظریه‌های فمینیستی برای اولین بار در اوایل سال ۱۷۹۴ در نشریاتی از قبیل «تصدیق حقوق زن» توسط مری وولستونکرافت ظهور کرد. در سال ۱۸۵۱، سوجرنر تروث از طریق انتشار «من یک زن نیستم» به مسائل مربوط به حقوق زنان پرداخت. او به مسئله زنان دارای حقوق محدود به دلیل درک نادرست مردان نسبت به زنان پرداخت. تروث تصریح کرد: اگر زن بتواند وظایفی را انجام دهد که ظاهراً محدود به مردان بوده‌است، پس هر زن دیگر هم می‌تواند همان کارها را انجام دهد.
سوزان آنتونی پس از دستگیری برای رای‌دهی غیرقانونی، در دادگاهی گفت که در آن او به مسائل مربوط به زبان در قانون اساسی مستند شده در انتشارات خود با عنوان «گفتار پس از بازداشت برای رای‌گیری غیرقانونی» در سال ۱۸۷۲ پرداخت. آنتونی اصول معتبر قانون اساسی و زبان جنسیتی مردانه را زیر سؤال برد. وی این پرسش را مطرح کرد که چرا زنان طبق قانون مجازات می‌شوند اما نمی‌توانند از قانون برای حمایت از خودشان استفاده کنند. وی همچنین قانون اساسی را به دلیل زبان جنسیت‌زده مورد نقد قرار داد و این سؤال را مطرح کرد که چرا زنان باید از قوانینی که زنان را نادیده می‌گیرند، پیروی کنند.
تجدید فعالیت‌های فمینیستی در اواخر دهه ۱۹۶۰ با ادبیاتی نوظهور از تغییرات اقلیمی، معنویت و محیط زیست‌گرایی همراه بود. در حالی که در نظر فمینیستهای سوسیالیستی مانند اویلین رید، مردسالاری خصوصیات سرمایه‌داری را نگه می‌داشت. روانشناسان فمینیستی، مانند ژان بیکر میلر، در صدد بودند که یک تحلیل فمینیستی را به تئوری‌های روانشناختی قبلی منتقل کنند و اثبات کنند که «مشکلی با زنان وجود ندارد، بلکه با روشی که فرهنگ مدرن به آنها می‌نگرد مشکل وجود دارد».

## معرفت‌شناسی
سؤالاتی در مورد چگونگی تولید و توزیع دانش برای برداشت‌های غربی از نظریه فمینیستی و مباحث مربوط به معرفت‌شناسی فمینیستی مهم بوده‌است. نظریه پردازان فمینیستی همچنین «دانش دیدگاه فمینیستی» را پیشنهاد کرده‌اند. رویکرد فمینیستی به معرفت‌شناسی به دنبال ایجاد دانش از دیدگاه یک زن است. این رویکرد بینش متفاوت افراد را با توجه به جنسیت‌شان تئوریزه می‌نماید.

### روانشناسی
روانشناسی فمینیستی نوعی روانشناسی با محوریت ساختارهای اجتماعی و جنسیت است. روانشناسی فمینیستی به ارزش‌ها و اصول فمینیسم گرایش دارد. این شامل جنسیت و نحوه برخورد زنان از مسائل ناشی از آن است. ایتل پافر یکی از اولین زنانی بود که وارد حوزه روانشناسی شد.
یک تئوری مهم روانشناختی، نظریه رابطه ای - فرهنگی، مبتنی بر اثر ژان بیکر میلر است. کتاب او سمت روانشناسی جدید زنان را پیشنهاد می‌کند. از نگاه او رشد و نمو یک ضرورت اساسی انسان است و قطع ارتباطات منشأ مشکلات روانی است. این نوع روانشناسی با نگاهی فمینیستی و از نقطه نظر زنانه ایجاد شده‌است.

### روانکاوی
فمینیست‌ها یک انتقاد مهم از روانکاوی ارائه می‌دهند چراکه این رشته ادعا می‌کند جنسیت بیولوژیکی نیست بلکه مبتنی بر رشد روانی و جنسی فرد است. فمینیست‌های روانکاوی معتقدند نابرابری جنسیتی از تجربیات اولیه کودکی ناشی می‌شود، که باعث می‌شود مردان به خود باور داشته باشند که دارای روحیات مردانه هستند و زنان نیز خود را دارای روحیات زنانه می‌دانند.
علاوه بر این در روانکاوی فمینیستی ثابت می‌شود که جنسیت به یک سیستم اجتماعی منجر می‌شود که تحت سلطه افراد مذکر است و این به نوبه خود بر رشد روانی - جنسی هر انسان تأثیر می‌گذارد.

## نظریه ادبی
نقد ادبی فمینیستی، نقد ادبی است که با تئوری‌ها یا سیاست فمینیستی انجام می‌شود. به‌طور کلی، نقد ادبی فمینیستی قبل از دهه ۱۹۷۰ دغدغه نویسندگی زنان و بازنمایی وضعیت زنان در ادبیات را داشته‌است.

## تئوری فیلم
بسیاری از منتقدان فیلم فمینیستی، مانند لورا مولووی، به «نگاه مردانه» که در ساخت فیلم کلاسیک هالیوود غالب است، اشاره کرده‌اند. این نگاه با استفاده از تکنیک‌های مختلف فیلم مانند عکسبرداری معکوس تحمیل می‌شود. در فیلم‌سازی مرد سالارانه بینندگان هدایت می‌شوند تا خود را با دیدگاه یک شخصیت مذکر همسایه کنند. نکته قابل توجه در این فیلم‌ها استفاده از زنان به عنوان اشیاء است و این به عنوان وسیله ای برای کوچک انگاری زن برای تماشاگر عمل می‌کنند.

## تئوری ارتباطات
تئوری ارتباطات فمینیستی با گذشت زمان تکامل یافته و از جهات مختلفی شکل گرفته‌است. تئوریهای اولیه به نحوه تأثیرگذاری جنسیت بر ارتباطات توجه داشتند. تئوری‌های اولیه حاکی از این بود که قومیت‌ها، پیشینه‌های فرهنگی و اقتصادی علاوه بر جنسیت باید مورد توجه قرار گیرند.
تئوریسین‌های ارتباطات فمینیستی نگاه کردند که چگونه جنسیت با ساختارهای دیگر هویت مانند طبقه، نژاد و تمایلات جنسی در ارتباط است. نظریه پردازان فمینیستی، به ویژه آنهایی که فمینیست‌های لیبرال محسوب می‌شوند، شروع به بررسی موضوعات برابری در آموزش و اشتغال کردند. سایر نظریه پردازان به گفتمان سیاسی و گفتمان عمومی پرداختند. نظریه ارتباطات فمینیستی همچنین دسترسی به حوزه عمومی را در بر می‌گیرد.
نظریه پردازان ارتباطات فمینیستی همچنین انتظارات ارتباطاتی زنان را در محل کار و تحصیل ارزیابی می‌کند؛ به ویژه چگونگی عملکرد عملکرد زنانه در مقابل سبک‌های مردانه برقراری ارتباط. جودیت باتلر، که اصطلاح " عملکرد جنسیتی " را ترسیم کرد، بیان داشت که "تئوریهای ارتباطات باید راه‌های مذاکره و دفاع از هویت خود را در یک جامعه بسیار جنسیتی توضیح دهد".
مسئول تصمیم‌گیری در مورد گفتمان عمومی توسط نظریه پردازان فمینیستی ارتباطات مورد سؤال قرار می‌گیرد و تلاش می‌شود در مورد نمایندگی زنان و بازتاب صدای آن‌ها در جامعه نظریه پردازی شود.

## فمینیسم و فناوری
برخی از موضوعات کلیدی مطالعات فناوری فمینیستی عبارتند از:
- استفاده از تجزیه و تحلیل فمینیستی در هنگام اعمال ایده‌ها و شیوه‌های علمی.
- اینترسکشنالیتی بین نژاد، کلاس، جنسیت، علم و فناوری.
- پیامدهای دانش‌های وابسته به مکان.
- سیاست‌های جنسیتی در مورد چگونگی درک بدن، عقلانیت و مرزهای میان طبیعت و فرهنگ.